# Thaumatoconcha porosa
Thaumatoconcha porosa är en kräftdjursart som beskrevs av Louis S. Kornicker 1985. Thaumatoconcha porosa ingår i släktet Thaumatoconcha och familjen Thaumatocyprididae. Inga underarter finns listade i Catalogue of Life.